# Трипс, Вольфганг фон
Во́льфганг Алекса́ндр А́льберт Эдуа́рд Максимилиа́н Ра́йхсграф Бе́рге фон Трипс (нем. Wolfgang Alexander Albert Eduard Maximilian Reichsgraf Berghe von Trips) — немецкий автогонщик, пилот Формулы-1, вице-чемпион мира 1961 года, участник «24 часов Ле-Мана» (1956—1961), победитель Targa Florio 1961 года. В том же году разбился в одной из самых страшных аварий за всю историю Формулы-1. Посмертно был признан спортсменом года в ФРГ.

## Targa Florio
| Год  | Место | Команда          | Автомобиль             | Класс   |
| ---- | ----- | ---------------- | ---------------------- | ------- |
| 1955 | HC    | Daimler-Benz AG  | Mercedes-Benz 300 SLR  | SC 2000 |
| 1956 | Сход  | Daimler-Benz AG  | Mercedes-Benz 300 SL   | SC2000  |
| 1958 | 3     | Scuderia Ferrari | Ferrari 250 TR58       | S 3000  |
| 1959 | Cxод  | Porsche KG       | Porsche 718 RSK Spyder | S 2000  |
| 1960 | 2     | Scuderia Ferrari | Ferrari Dino 246 S     | S 3000  |
| 1961 | 1     | Scuderia Ferrari | Ferrari Dino 246 SP    | SC 3000 |

## Формула-1

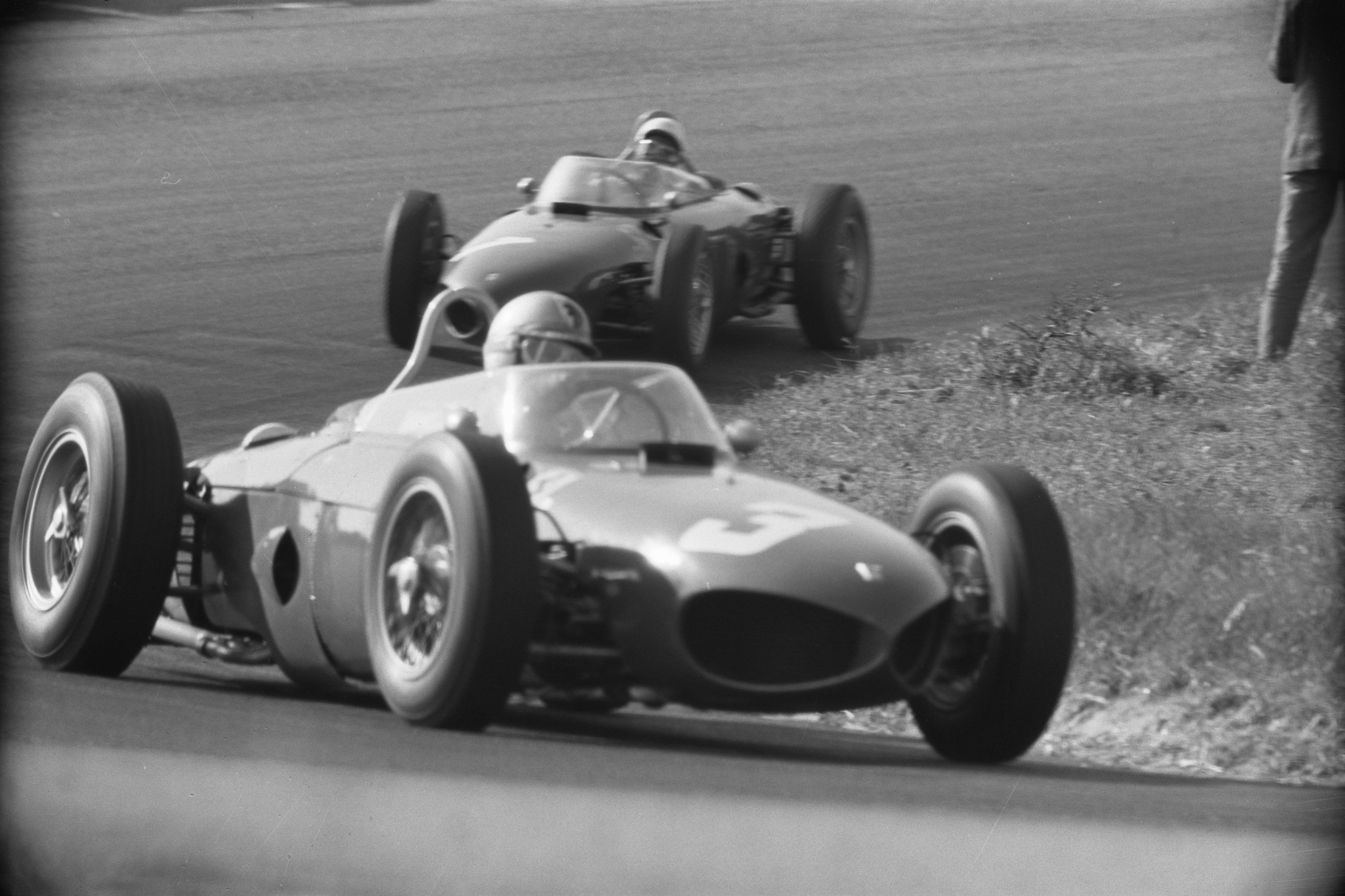
Вольфганг лидирует в Гран-при Нидерландов 1961 года

### 1956
Карьера фон Трипса в Формуле-1 началась примерно так же, как у Луиджи Муссо, его партнёра по команде Scuderia Ferrari в течение трёх лет. Пилот Targa Florio был взят в команду Ferrari. Но участвовал он только в финальной гонке — Гран-при Италии, где не сумел даже стартовать. В том же году он принял участие в гонке «24 часа Ле-Мана», финишировав 5-м.

### 1957—1958
В 1957 году граф Вольфганг фон Трипс принял участие только в первых двух Гран-при, где не набрал очков, хотя был близко к очковой зоне, и в финальном — итальянском, в котором набрал первые очки, заняв 3 место. В 1958 году он выступил гораздо лучше, трижды приехав в очки, включая подиум (3-е место) на французском Гран-при, где его партнёр Луиджи Муссо разбился насмерть.

### 1959—1960
1959 год не принёс фон Трипсу никаких очков, а вот в 1960 году он впервые попал в десятку общего зачёта (7 место), хотя и не приехал ни разу на подиум.

### 1961
Продолжая выступать в «24 часах Ле-Мана» и Targa Florio, Вольфганг решил всерьёз побороться за чемпионский титул. В этом же году он выиграл гонку Targa Florio. Он вполне бы мог стать первым немецким чемпионом мира, но на Гран-при Италии случилась страшная авария. На втором круге он столкнулся с Джимом Кларком. Его автомобиль взлетел. Фон Трипса выбросило из него, и он разбился. Автомобиль же полетел дальше и убил 13 зрителей. Scuderia Ferrari была непобедима в 1961 году. Первые две строчки чемпионата пилотов остались за гонщиками этой команды (чемпионом стал Фил Хилл).

### Полная таблица результатов
| Легенда к таблице |                                                                    |
| --- | ------------------------------------------------------------------ |
| В таблице перечислены результаты всех Гран-при Формулы-1, в которых принимал участие гонщик. Строками таблицы являются сезоны, столбцами — этапы чемпионата мира. В каждой клетке указаны сокращённое название этапа и результат, дополнительно обозначенный цветом. Расшифровка обозначений и цветов представлена в нижеследующей таблице. |                                                                    |
| \| Пример \| Описание \| \| ------------ \| ------------------------------------------------------------------ \| \| 1 \| Победитель \| \| 2 \| Второе место \| \| 3 \| Третье место \| \| 5 \| Финишировал, заработав очки \| \| Сход \| Не финишировал, но при этом заработал очки \| \| 12 \| Финишировал, не получив очков \| \| НКЛ \| Финишировал, но не попал в финальную классификацию \| \| 15 \| Участвовал вне зачёта, либо по отдельной классификации \| \| 18 \| Не финишировал, но попал в финальную классификацию \| \| Сход \| Не финишировал \| \| НКВ \| Не прошёл квалификацию \| \| НПКВ \| Не прошёл предквалификацию \| \| ДСК \| Дисквалифицирован \| \| ИСК \| Исключён из протокола соревнований \| \| ТТ \| Заявлен для участия только в тренировках \| \| НС \| Участвовал в квалификации, но не стартовал в гонке \| \| Т \| Травмирован или болен \| \| ОТК \| Отказ от участия \| \| НТР \| Прибыл на соревнования, но на трассу не выезжал \| \| НПР \| Был заявлен в числе участников, но не прибыл к началу соревнований \| \| О \| Соревнования отменены \| \| \| Не участвовал \| \| Поул-позиция \| \| \| Быстрый круг \| \| |                                                                    |
| Пример | Описание                                                           |
| 1 | Победитель                                                         |
| 2 | Второе место                                                       |
| 3 | Третье место                                                       |
| 5 | Финишировал, заработав очки                                        |
| Сход | Не финишировал, но при этом заработал очки                         |
| 12 | Финишировал, не получив очков                                      |
| НКЛ | Финишировал, но не попал в финальную классификацию                 |
| 15 | Участвовал вне зачёта, либо по отдельной классификации             |
| 18 | Не финишировал, но попал в финальную классификацию                 |
| Сход | Не финишировал                                                     |
| НКВ | Не прошёл квалификацию                                             |
| НПКВ | Не прошёл предквалификацию                                         |
| ДСК | Дисквалифицирован                                                  |
| ИСК | Исключён из протокола соревнований                                 |
| ТТ | Заявлен для участия только в тренировках                           |
| НС | Участвовал в квалификации, но не стартовал в гонке                 |
| Т | Травмирован или болен                                              |
| ОТК | Отказ от участия                                                   |
| НТР | Прибыл на соревнования, но на трассу не выезжал                    |
| НПР | Был заявлен в числе участников, но не прибыл к началу соревнований |
| О | Соревнования отменены                                              |
| | Не участвовал                                                      |
| Поул-позиция |                                                                    |
| Быстрый круг |                                                                    |

| Сезон | Команда                    | Шасси               | Двигатель                  | Ш | 1        | 2        | 3     | 4        | 5        | 6      | 7        | 8      | 9     | 10    | 11  | Место | Очки |
| ----- | -------------------------- | ------------------- | -------------------------- | - | -------- | -------- | ----- | -------- | -------- | ------ | -------- | ------ | ----- | ----- | --- | ----- | ---- |
| 1956  | Scuderia Ferrari           | Lancia Ferrari D50  | Lancia Ferrari DS50 2,5 V8 | Е | АРГ      | МОН      | 500   | БЕЛ      | ФРА      | ВЕЛ    | ГЕР      | ИТА НС |       |       |     | —     | 0    |
| 1957  | Scuderia Ferrari           | Lancia Ferrari D50A | Lancia Ferrari DS50 2,5 V8 | Е | АРГ 6    |          |       |          |          |        |          |        |       |       |     | 14    | 4    |
| 1957  | Scuderia Ferrari           | Ferrari 801         | Lancia Ferrari DS50 2,5 V8 | Е |          | МОН Сход | 500   | ФРА      | ВЕЛ      | ГЕР    | ПЕС      | ИТА 3  |       |       |     | 14    | 4    |
| 1958  | Scuderia Ferrari           | Ferrari 246         | Ferrari 143 2,4 V6         | Е | АРГ      | МОН Сход | НИД   | 500      | БЕЛ      | ФРА 3  | ВЕЛ Сход | ГЕР 4  | ПОР 5 | ИТА Т | МАР | 11    | 9    |
| 1959  | Dr Ing F Porsche FG        | Porsche 718         | Porsche 547/3 1,5 B4       | D | МОН Сход | 500      | НИД   | ФРА      | ВЕЛ      | ГЕР НС | ПОР      | ИТА    |       |       |     | —     | 0    |
| 1959  | Scuderia Ferrari           | Ferrari 256         | Ferrari 155 2,4 V6         | D |          |          |       |          |          |        |          |        | США 6 |       |     | —     | 0    |
| 1960  | Scuderia Ferrari           | Ferrari 256         | Ferrari 155 2,4 V6         | D | АРГ 5    | МОН 8    | 500   | НИД 5    | БЕЛ Сход | ФРА 11 | ВЕЛ 6    | ПОР 4  |       |       |     | 7     | 10   |
| 1960  | Scuderia Ferrari           | Ferrari 246 P       | Ferrari 171 2,4 V6         | D |          |          |       | НИД НС   |          |        |          |        | ИТА 5 |       |     | 7     | 10   |
| 1960  | Scuderia Centro Sud        | Cooper T51          | Maserati 250S 2,5 L4       | D |          |          |       |          |          |        |          |        |       | США 9 |     | 7     | 10   |
| 1961  | Scuderia Ferrari SpA SEFAC | Ferrari 156 F1      | Ferrari 178 1,5 V6         | D | МОН 4    | НИД 1    | БЕЛ 2 | ФРА Сход | ВЕЛ 1    | ГЕР 2  | ИТА Т†   | США    |       |       |     | 2     | 33   |

## 24 часа Ле-Мана
| Год  | Место | Команда          | Автомобиль              | Класс  |
| ---- | ----- | ---------------- | ----------------------- | ------ |
| 1956 | 5     | Porsche KG       | Porsche 550A/4 RS Coupe | S 1.5  |
| 1958 | Сход  | Scuderia Ferrari | Ferrari 250 TR58        | S 3000 |
| 1959 | Сход  | Porsche KG       | Porsche 718 RSK         | S 2.0  |
| 1960 | Сход  | Scuderia Ferrari | Ferrari 250 TRI/60      | S 3.0  |
| 1961 | Сход  | Scuderia Ferrari | Ferrari 250 TRI/61      | S 3.0  |

## Источник
- Вольфганг фон Трипс на сайте wildsoft.motorsport.com
- «Авария, сын графа»